# La Première Chevauchée de Wyatt Earp
Pour plus de détails, voir Fiche technique et Distribution.
La Première Chevauchée de Wyatt Earp (Wyatt Earp's Revenge) est un western américain réalisé par Michael Feifer en 2012, avec Val Kilmer et Shawn Roberts. Il est resté inédit dans les salles de cinéma françaises.

## Synopsis
Film sur le légendaire homme de loi Wyatt Earp.

## Fiche technique
- Titre original : Wyatt Earp's Revenge
- Titre français : La Première Chevauchée de Wyatt Earp
- Titre canadien : La revanche de Wyatt Earp
- Titre de travail : The First Ride of Wyatt Earp
- Réalisation : Michael Feifer
- Scénario : Darren Benjamin Shepherd
- Décors : J. Zachary Smith
- Costumes : Marcelle Chamlee, Nikki Pelley
- Photographie : Robert Schein
- Montage : Sean Olson
- Musique : Andres Boulton
- Production : 	Jeff Schenck, Barry Barnholtz
- Société(s) de production : Lancom Entertainment
- Société(s) de distribution : Sony Pictures Entertainment
- Pays d'origine :  États-Unis
- Langue originale : anglais
- Format : couleur — 1,85:1 — son Dolby Stéréo
- Genre : western
- Durée : 93 minutes
- Dates de sortie :
  - États-Unis : 6 mars 2012
  - France : 9 mai 2012 (Directement en DVD)

## Distribution
- Val Kilmer : Wyatt Earp (1907)
- Shawn Roberts : Wyatt Earp jeune (1878)
- Daniel Booko : Spike Kenedy
- Matt Dallas : Bat Masterson
- Steven Grayhm : Sam Kenedy
- Scott Whyte : Charlie Bassett
- Levi Fiehler : Bill Tilghman
- David O'Donnell : Conrad (1907)
- Diana DeGarmo : Dora
- Trace Adkins : Mifflin Kenedy
- Caia Coley : Mrs. Kenedy
- Kaitlyn Black : Susie
- Wes Brown : Ed
- Mason Cook : Conrad (1878)
- Lyle Kanouse : Juge Hinkle
- Brian Groh : Jones
- Martin Santander : Sanchez
- Wilson Bethel : Doc Holliday
- Peter Sherayko : Fowler Sheriff
- Andrew Hawkes : Livery Man
- Jonathan Erickson Eisley : Jack
- Kevin McNiven : Snitch
- Biff Wiff : Ned Buntline
- Miracle Laurie : Fannie Garretson
- Darren Benjamin Shepherd : Clerk
- Daniel Ringey : Bartender
- Stefan Von Lawne : Rancher #1
- Gregory K. Worley : Rancher #2
- Charlie Bewley : Sam Bass
- Rob Daly : Chavez Y Chavez
- Ardeshir Radpour  : Gunman